# ラース・ルーカス・マイ
ラース・ルーカス・マイ（Lars Lukas Mai，2000年3月31日 - ）は、ドイツ・ザクセン州ドレスデン出身のサッカー選手。FCルガーノ所属。ポジションはディフェンダー（CB）。

## 経歴

### クラブ
FCバイエルン・ミュンヘンの下部組織出身で、2018年4月21日、ユップ・ハインケス監督の下、ハノーファー96戦でトップチームデビュー。90分間出場し、2000年代生まれでバイエルン・ミュンヘンで初めてプレーした選手となった。
2018年4月27日、バイエルン・ミュンヘンと2021年までのプロ契約を結んだ。
2019年10月18日、バイエルン・ミュンヘンと2022年までのプロ契約を延長した。
2022年6月、スイス・スーパーリーグのFCルガーノと2025年までの契約を結んだ。

## エピソード
14歳でバイエルン・ミュンヘンの下部組織に加入してからすぐに飛び級でバイエルンU16に加入。
バイエルンU17でドイツ選手権優勝。またU17でもU19でもキャプテンを務めている。
父親のラース・マイはディナモ・ドレスデン所属の元サッカー選手で、引退後は2013年11月から2017年9月まで同チームの監査委員会の役員を務めていた。
兄のセバスティアン・マイは、3. リーガのハレシャーFC所属のサッカー選手である。バイエルン･ミュンヘンIIが3. リーガに昇格した為、2019年8月19日ハレシャーFCとバイエルン･ミュンヘンIIが対戦。初の公式戦兄弟対決となった。（試合は1-2でバイエルン・ミュンヘンIIの勝利）